# 1883 في المملكة المتحدة
فيما يلي قوائم الأحداث التي وقعت خلال عام 1883 في المملكة المتحدة.

## سياسة

### تعيين في المنصب
- 30 مارس – جورج بوين محافظ هونغ كونغ.

## رياضة
- 1 يناير – بطولة ويمبلدون 1883

## مواليد

### يناير
- 1 يناير – بيلي ديفيز لاعب كرة قدم ويلزي.
- 1 يناير – فرانك جوردن لاعب كرة قدم إنجليزي.
- 1 يناير – هاري أبوت لاعب كرة قدم إنجليزي.
- 3 يناير – كليمنت أتلي
- 9 يناير – ويليام غاربوت لاعب ومدرب كرة قدم إنجليزي.
- 13 يناير – آرثر أمير كونوت سياسي من المملكة المتحدة.
- 15 يناير – كاثلين إينس داعية سلام ومعلمة وكاتبة بريطانية.
- 24 يناير – استل وينوود

### فبراير
- 4 فبراير – جورج بيل
- 7 فبراير – إيريك تومبل بيل
- 25 فبراير – الأميرة أليس، كونتيسة أثلون
- 25 فبراير – هربرت بورغيس لاعب ومدرب كرة قدم إنجليزي.

### مارس
- 19 مارس – ولتر هاوارث كيميائي بريطاني.

### أبريل
- 8 أبريل – موريل روبرتسون

### مايو
- 5 مايو – أرشيبالد ويفل
- 7 مايو – جوي شو لاعب ومدرب كرة قدم إنجليزي.
- 10 مايو – فيكتور جونسون درّاج طريق من المملكة المتحدة.

### يونيو
- 5 يونيو – جون مينارد كينز عالم اقتصاد بريطاني.
- 23 يونيو – جيرالدين بيميش لاعبة كرة مضرب من المملكة المتحدة.

### يوليو
- 18 يوليو – دوروثي هولمان لاعبة كرة مضرب بريطانية.
- 31 يوليو – تيودور مافروجورداتو لاعب كرة مضرب بريطاني.

### سبتمبر
- 15 سبتمبر – وليام ستيوارت دراج بريطاني.
- 30 سبتمبر – نورا ستانتون بارني

### نوفمبر
- 8 نوفمبر – أرنولد باكس

### ديسمبر
- 1 ديسمبر – جورج أليسون

## وفيات

### مارس
- 19 مارس – تشارلز هاستينغز دويل (مواليد 1804)

### يوليو
- 14 يوليو – إدوارد فتزجيرالد (مواليد 1809)